# 새움중학교
새움중학교(새움中學校)는 대한민국 세종특별자치시 다정동에 있는 공립 중학교이다.

## 학교 연혁
- 2017년 3월 1일 : 개교(세종특별자치시 다정서로 12)
- 2017년 3월 1일 : 4학급 편성
- 2017년 3월 1일 : 초대 이현복 교장 부임
- 2021년 3월 1일 : 24학급 편성
- 2023년 1월 6일 : 제6회 졸업(졸업생 223명) 누계졸업생 561명
- 2023년 3월 2일 : 24학급 편성(1학년 8학급, 2학년 8학급, 3학년 8학급)
- 2023년 3월 2일 : 제7회 입학(신입생 199명)

2024년 3월 3일: 제8회 입학(신입생252명)

## 참고 자료
- 새움중학교 - 한국교육학술정보원 학교알리미